# Шторк, Ханс
Ханс Шторк (нем. Hans Storck; 5 июня 1912, Ганновер — 30 июля 2000) — немецкий дирижёр.

## Биография
В 1954—1977 годах — руководитель оперного театра в Цвиккау, один из главных организаторов Международного конкурса имени Роберта Шумана. В 1964 году стал одним из лауреатов впервые присуждённой Премии Роберта Шумана. В 1987 году удостоен звания почётного гражданина Цвиккау.